# دهستان خواشد
خَواشُد، دهستانی است از توابع بخش روداب و در شهرستان سبزوار استان خراسان رضوی ایران.

## جمعیت
جمعیت این دهستان بر اساس سرشماری سال ۱۳۸۵ جمعیت آن ۴٬۷۷۹ نفر (۱٬۵۱۰ خانوار)
بوده است.